# Розовая мюнхаузия
Розовая мюнхаузия, или филомена (лат. Moenkhausia sanctaefilomenae) — вид лучепёрых рыб из семейства харациновых.
Вид широко распространён в Южной Америке: Парагвае, восточной Боливии, восточном Перу и западной Бразилии. Также широко выращивается как аквариумная рыба в Азии.
Филомена может достигать в длину до 7 см. Тело серебристо-светло-серого цвета, хвост чёрный. Все остальные плавники прозрачные. Верхняя половина радужной оболочки красного цвета. Брюшко самок более округлое, чем у самцов.
Продолжительность жизни составляет около пяти лет.